# Super Bowl 50
Super Bowl 50 – pięćdziesiąty finał o mistrzostwo zawodowej ligi futbolu amerykańskiego NFL, rozegrany 7 lutego 2016 roku na stadionie Levi’s Stadium w Santa Clara w Kalifornii. Jest to miejsce rozgrywania domowych spotkań dla drużyny San Francisco 49ers.

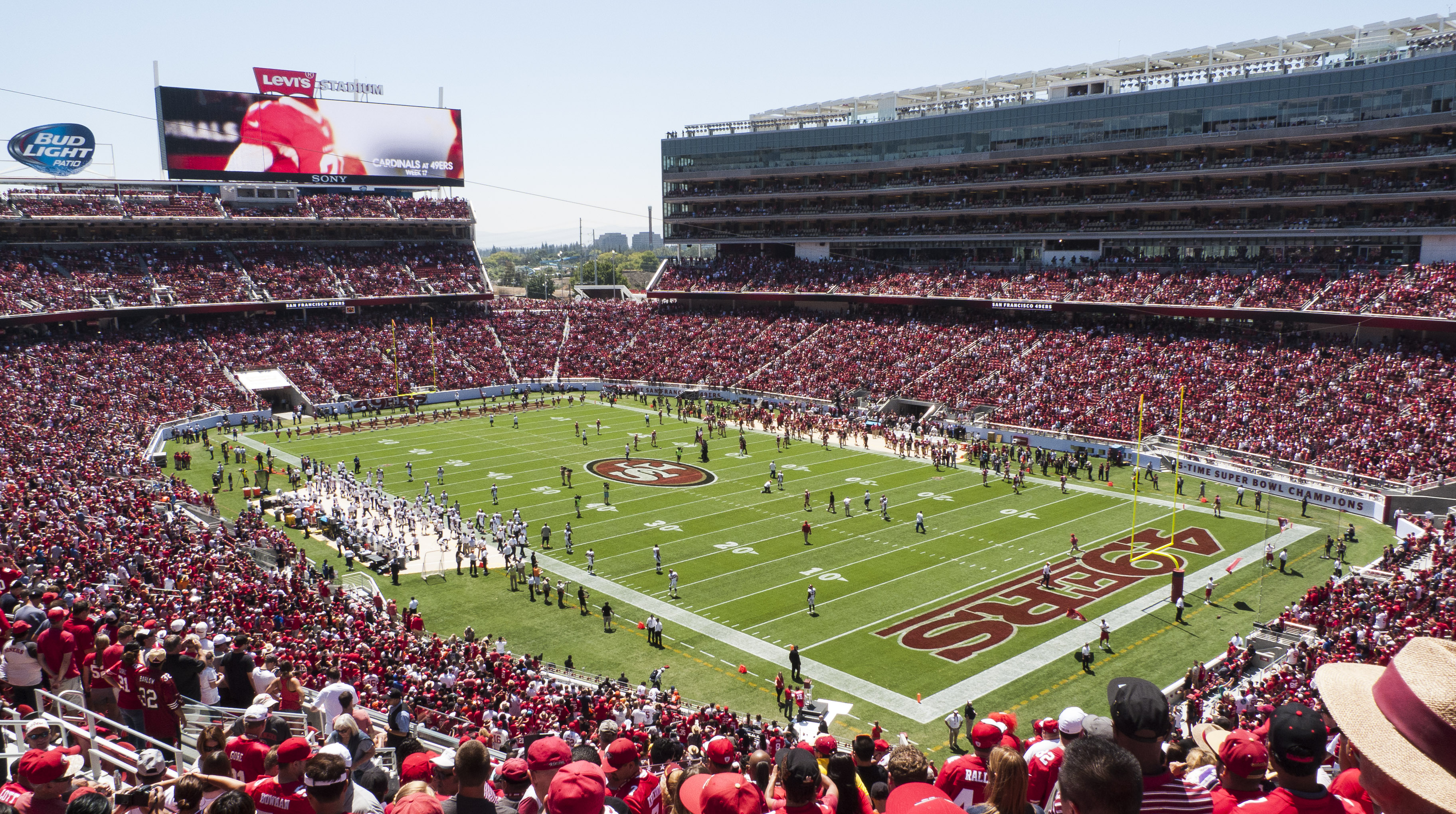
Levi’s Stadium – miejsce rozegrania 50 Super Bowl

Spotkały się w nim zespoły mistrza konferencji NFC, Carolina Panthers oraz mistrza konferencji AFC, Denver Broncos.
Zgodnie z przyjętą konwencją Broncos, jako przedstawiciele AFC, byli gospodarzem parzystego Superbowl.
Hymn Stanów Zjednoczonych przed meczem zaśpiewała Lady Gaga, a w przerwie meczu na stadionie wystąpili Coldplay z Beyoncé oraz Bruno Mars.